# Czemerna
Czemerna (bułg. Чемерна) – szczyt pasma górskiego Riła, w Bułgarii, o wysokości 2511 m n.p.m.